# Geertruida Carelsen
Geertruida Carelsen (geboren als Amy Geertruida de Leeuw; Haarlem, 10 april 1843 – aldaar, 4 juni 1938) was een in het laatste kwart van de 19e eeuw bekende Nederlandse schrijfster en journaliste.

## Vroege leven
Amy Geertruida de Leeuw werd geboren in Haarlem in 1843 als oudste kind in een gezin van vier kinderen. Haar moeder was Maria Cornelia Elisabeth Penninck Hoofd (1815/1816–1876), halfzus van Louis Paul Zocher en een vertaalster van Engelse afkomst. Hierdoor maakte De Leeuw al vroeg kennis met de Engelse taal. Haar vader was Johan Carel de Leeuw (1816–1880), een ingenieur die de indijking en drooglegging van de Anna Paulownapolder (Alkmaar) leidde. De Leeuw ging regelmatig met haar vader mee op zijn tochten langs de dijken. Haar vader verloor een groot deel van het familiekapitaal, zijn baan en zijn salaris toen de Maatschappij tot Droogmaking van de Anna Paulownapolder in 1848 failliet ging. In 1855 verhuisde het gezin naar de Anna Paulownapolder toen haar vader daar dijkgraaf werd. De Leeuw ervoer dit als 'een krasse overgang'. Aan haar schooltijd in Haarlem had ze aangename herinneringen. In de Anna Paulownapolder kon ze echter niet naar school; daar kreeg ze samen met haar zusje Albertina Carolina 's avonds thuis onderwijs. Tegelijkertijd gingen haar broers Marinus Carel en Ferdinant Leo naar de kostschool, waarna ze gingen studeren.
De Leeuw ontwikkelde al op vroege leeftijd een liefhebberij voor tuinieren, doordat ze als kind een eigen stuk grond kreeg van haar (stief)grootvader, landschapsarchitect J.D. Zocher. Ze bleef ongehuwd.

## Schrijfster en journaliste
Op haar twintigste besloot De Leeuw schrijfster te worden: "Niet omdat ik dat zo graag wou worden. Maar omdat ik iets te zeggen had." De Leeuw behoorde tot de generatie vrouwen die als eersten toetraden tot journalistiek als broodwinnend beroep. De bekendste journaliste van deze generatie was Henriëtte van der Mey (1850–1945), die als eerste vrouw in Nederland een vaste baan als verslaggever kreeg bij een dagbladredactie. Een tijdlang schreef De Leeuw onder het pseudoniem George Zeemeeuw, maar dit werd niet geaccepteerd, omdat een vrouw niet onder een mannennaam mocht schrijven. Daarop koos zij als schrijversnaam: Geertruida Carelsen, als dochter van een Carel.
Vanaf 1863 schreef zij brieven met beschouwingen over de natuur. Hiermee wilde ze 'stadsmeisjes' meer kennis van de natuur bijbrengen. De brieven werden in 1874 gebundeld en gepubliceerd onder de titel In 't vrije veld. Brieven van een Landmeisje aan jonge dames. Naast deze brieven schreef ze ook novelles, gedichten en korte impressies die in verscheidene kranten en tijdschriften werden gepubliceerd. Haar naam werd bekend toen ze correspondente werd in Berlijn voor Het Nieuws van den Dag. Dit deed ze zeventien jaar lang. Thijsse verwees later naar haar als een van de beste Nederlandse journalisten, zowel onder de mannelijke als onder de vrouwelijke. In 1893 werd ze benoemd als lid van de Maatschappij der Nederlandse Letterkunde.
Tegenwoordig worden De Leeuw en haar werk voornamelijk nog herinnerd in studierichtingen zoals geschiedenis en journalistiek. Ook binnen vrouwenstudies krijgt het leven van De Leeuw aandacht en wordt ze gezien als een zelfstandige en succesvolle vrouw van haar tijd.